# Liste der Naturdenkmale in Reichenbach am Heuberg
| Naturdenkmale | Anzahl |
| ------------- | ------ |
| FND           | 0      |
| END           | 1      |
| Gesamt        | 1      |

Die Liste der Naturdenkmale in Reichenbach am Heuberg nennt die verordneten Naturdenkmale (ND) der im baden-württembergischen Landkreis Tuttlingen liegenden Gemeinde Reichenbach am Heuberg. In Reichenbach am Heuberg gibt es insgesamt ein als Naturdenkmal geschütztes Objekt, es gibt kein flächenhaftes Naturdenkmal (FND), es handelt sich um ein Einzelgebilde-Naturdenkmal (END).
Stand: 1. November 2016.

## Einzelgebilde (END)
| Name                     | Bild | Kennung     | Einzelheiten           | Position | Fläche Hektar | Datum         |
| ------------------------ | ---- | ----------- | ---------------------- | -------- | ------------- | ------------- |
| Fichte                   | BW   | 83270400001 | Reichenbach am Heuberg | ⊙        | 0,0           | 15. Aug. 1984 |
| Legende für Naturdenkmal |      |             |                        |          |               |               |